# 日本大文典
日本大文典（にほんだいぶんてん、ポルトガル語: Arte da Lingoa de Iapam、現代ポルトガル語：Arte da Língua do Japão）は、17世紀初頭にポルトガル語で書かれた日本語の文法の書である。ポルトガルのイエズス会宣教師であるジョアン・ロドリゲスによって編集された。これは、現存する最古の日本語学書であり、中世後期日本語の貴重な参考資料となっている。

## 経緯

### 出版まで
日本でのキリスト教の宣教活動は1540年代に始まり、その言語を学ぶ必要があった。宣教師らは辞書や文法書を作成した。初期の文法書は1580年代に書かれた模様だが、現存しない。
10代にして来日したジョアン・ロドリゲスは、"ツーズ"（通詞）と称されるほど流暢になり、イエズス会の監督官らだけでなく、豊臣秀吉や将軍徳川家康の通訳も務めた。彼が編纂した『日本大文典』は、現存する完全な日本語学書としては最古のものとなっている。1604年から1608年までの5年間に長崎で3巻出版された。語彙と文法に加えて、王朝・通貨・度量衡体系その他の商業情報の詳細が含まれている。

### その後
しかし、1608年にマカオで騒擾を起こした日本人船員が弾圧され、翌年の殿中の権謀を経て、徳川幕府は1610年初頭にポルトガル商人を朱印船やオランダ・スペインに置き換えることを決議し、ポルトガル船が襲撃された。このノサ・セニョーラ・ダ・グラサ号事件後、ほとんどの宣教師が長崎に残ることを許可されたものの、ロドリゲスはイギリス人ウィリアム・アダムズに交代させられた。
その後ロドリゲスは中国伝道に加わり、1620年に文法書の改訂版『日本語小文典』（ポルトガル語: Arte Breue da Lingoa Iapoa）をマカオで出版した。これにより『日本大文典』での文法の扱いが改められ、日本語の主な特徴に関する明確で簡潔な法則を確立した。
長崎において出版された『日本大文典』は、オックスフォード大学ボドリアン図書館とクロフォード伯爵家にそれぞれ所蔵されている2部のみが現存している。この他に、レオン・パジェスによる写本がある。

## 内容
3巻で構成される。
- 第1巻（第1丁～82丁[6]）は日本語の基本文法の概要で構成される[注釈 1]。ローマ字表記のほか、格助詞に応じた名詞・代名詞の曲用、法や時制に対する動詞の活用について述べられ、言語を10の品詞に分類し[注釈 2]、敬語について論じている[1][4]。
- 第2巻（第83丁～183丁[6]）では、構文・レトリック・方言・発音・アクセント・詩について解説している[1][4]。
- 第3巻（第184丁～240丁[6]）では、漢字・文書・個人の読み方並びに日本の暦法や時間の数え方について解説している[1][4]。

## 版
- Arte da lingua de Iapam by father João Rodrigues Originally published in Nagasaki: Collegio de Iapao da Companhia de Iesv, 1604-1608, first grammar of the Japanese language, in Portuguese, by the missionary João Rodrigues
- Arte da lingoa de Iapam (1604)
- Élémens de la grammaire japonaise [abridged from Arte da lingoa de Iapam] tr. et collationnés par C. Landresse. [With] (1825)

日本大文典は土井忠生によって1955年に日本語訳された。
日本小文典は、M.C.ランドレスによって『Elémens de la Grammaire Japonaise』として1825年にフランス語訳され、翌年に付録が追加された。